# Mia Wasikowska
Mia Wasikowska (/ˌvɑːʃiˈkɒvskə/ vah-shee-kof-skə; Canberra, 25 de octubre de 1989) es una actriz australo-polaca conocida por su papel protagonista en Alicia en el país de las maravillas (2010), en Alicia a través del espejo (2016) y en In Treatment (HBO).

## Biografía

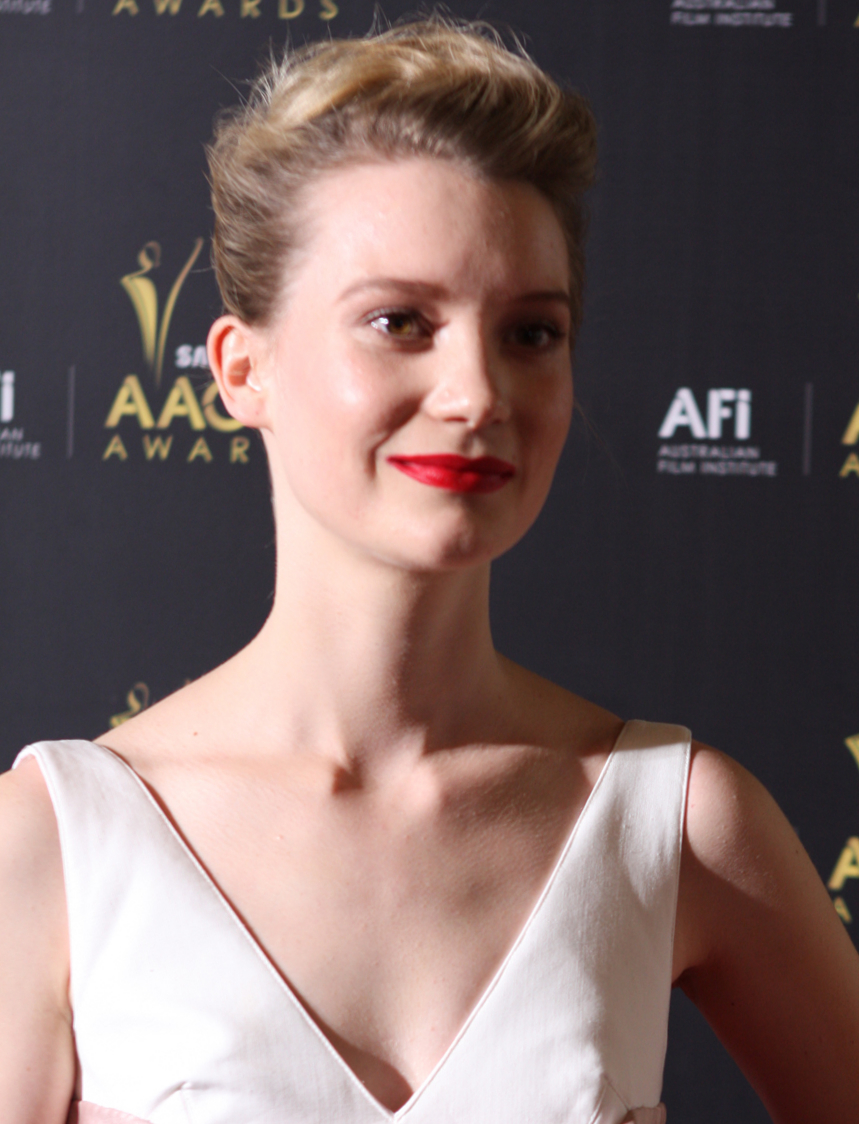

La actriz, nacida y criada en Canberra (Australia), de padre australiano y madre polaca, estudió ballet. Además, participó en varios cortometrajes australianos y en la  película de terror Rogue.
Su papel de la gimnasta Sophie en In Treatment (de HBO) le ha ganado buenas críticas en Estados Unidos, donde ha participado en roles secundarios en películas como Amelia (2009) junto a Hilary Swank o en Defiance (2008) junto a Daniel Craig.
En julio de 2008, tras una larga búsqueda, Wasikowska fue la elegida para interpretar a la protagonista de Alicia en el país de las maravillas (2010) junto a Johnny Depp, Anne Hathaway y Helena Bonham Carter. En 2010, también, participó de la película The Kids Are All Right, junto a Annette Bening, Julianne Moore y Mark Ruffalo. En 2015 protagonizó La cumbre escarlata bajo la producción de Guillermo del Toro, teniendo como coprotagonistas a Tom Hiddleston y Jessica Chastain.

## Filmografía

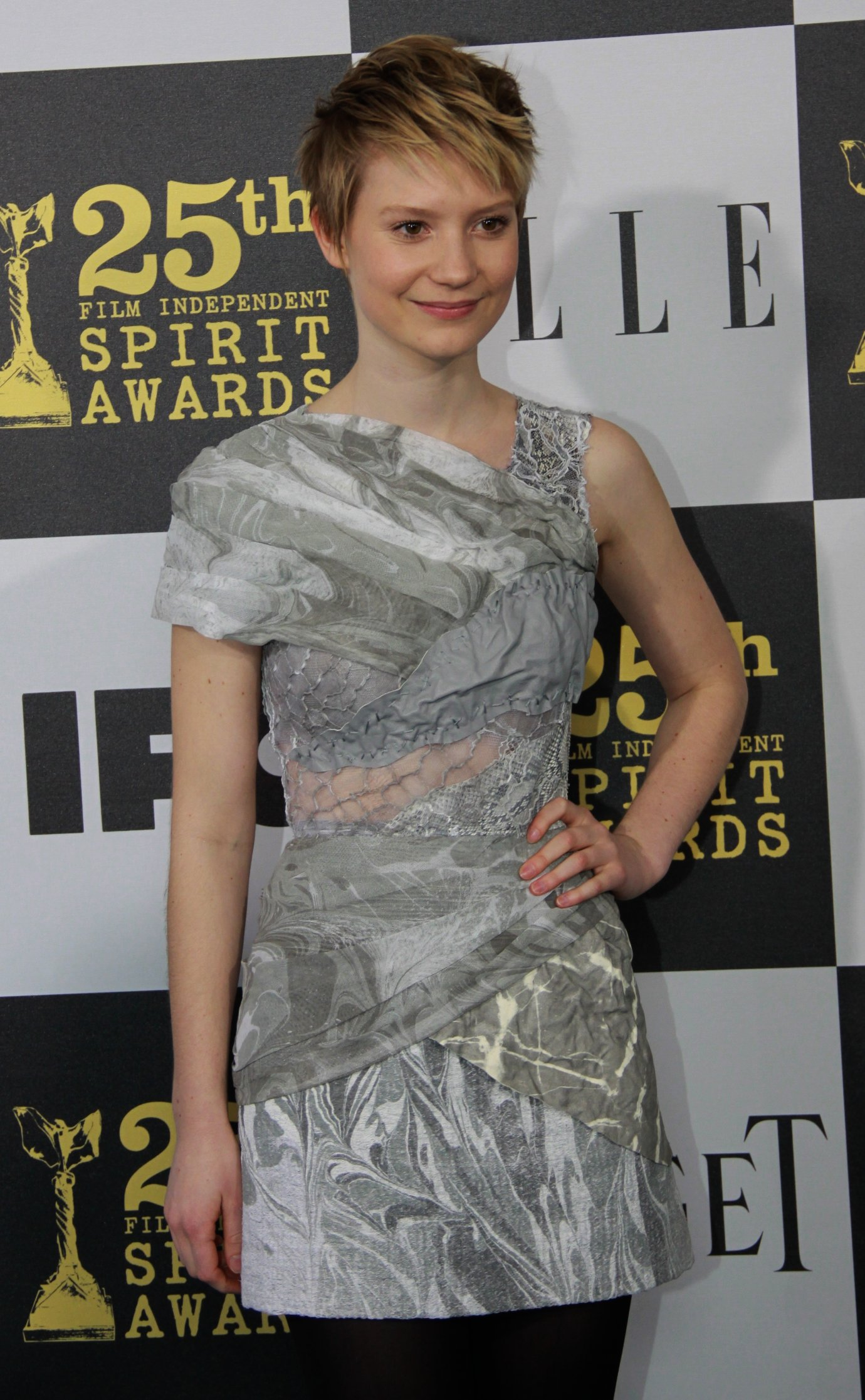
Wasikowska en los Premios Independent Spirit de 2010

### Películas
| Año  | Título                              | Personaje                         | Director                               |
| ---- | ----------------------------------- | --------------------------------- | -------------------------------------- |
| 2006 | Suburban Mayhem                     | Lilya                             | Paul Goldman                           |
| 2007 | September                           | Amelia Hamilton                   | Peter Carstairs                        |
| 2007 | Rogue                               | Sherry                            | Greg McLean                            |
| 2008 | Defiance                            | Chaya Dziencielsky                | Edward Zwick                           |
| 2009 | That Evening Sun                    | Pamela Choat                      | Scott Teems                            |
| 2009 | Amelia                              | Elinor Smith                      | Mira Nair                              |
| 2010 | Alicia en el país de las maravillas | Alicia Kingsleigh                 | Tim Burton                             |
| 2010 | The Kids Are All Right              | Joni                              | Lisa Cholodenko                        |
| 2011 | Jane Eyre                           | Jane Eyre                         | Cary Fukunaga                          |
| 2011 | Restless                            | Annabel Cotton                    | Gus Van Sant                           |
| 2011 | Albert Nobbs                        | Helen Dawes                       | Rodrigo García                         |
| 2012 | Lawless                             | Bertha Minnix                     | John Hillcoat                          |
| 2013 | The Turning                         | Ella misma                        | Directora Segmento: «Long, Clear View» |
| 2013 | Stoker (Lazos perversos)            | India Stoker                      | Park Chan-wook                         |
| 2013 | Only Lovers Left Alive              | Ava                               | Jim Jarmusch                           |
| 2013 | Tracks                              | Robyn Davidson                    | John Curran                            |
| 2013 | The Double                          | Hannah                            | Richard Ayoade                         |
| 2014 | Maps to the Stars                   | Agatha Weiss                      | David Cronenberg                       |
| 2014 | Madame Bovary                       | Emma Bovary                       | Sophie Barthes                         |
| 2015 | La cumbre escarlata                 | Edith Cushing                     | Guillermo del Toro                     |
| 2015 | Madly                               | Ella misma Segmento: «Afterbirth» | Mia Wasikowska                         |
| 2016 | Alicia a través del espejo          | Alice Kingsleigh                  | James Bobin                            |
| 2017 | The Man with the Iron Heart         | Anna Novak                        | Cédric Jimenez                         |
| 2018 | Damsel                              | Penelope                          | David Zellner Nathan Zellner           |
| 2018 | Piercing                            | Jackie                            | Nicolas Pesce                          |
| 2019 | Judy & Punch                        | Judy                              | Mirrah Foulkes                         |
| 2019 | Blackbird                           | Anna                              | Roger Michell                          |
| 2020 | El diablo a todas horas             | Helen Hatton                      | Antonio Campos                         |
| 2021 | Bergman Island                      | Amy                               | Mia Hansen-Løve                        |
| 2022 | Blueback                            | Abby Jackson                      | Robert Connolly                        |
| 2023 | Club Zero                           | Miss Novak                        | Jessica Hausner                        |

### Cortometrajes
| Año  | Título                       | Personaje             | Director                            |
| ---- | ---------------------------- | --------------------- | ----------------------------------- |
| 2006 | Eve                          | Eve                   | Hannah Hilliard                     |
| 2007 | Lens Love Story              | Girl                  | Sonia Whiteman                      |
| 2007 | Skin                         | Emma                  | Claire McCarthy                     |
| 2007 | Cosette                      | Cosette               | Samantha Rebillet                   |
| 2008 | I Love Sarah Jane            | Sarah Jane            | Spencer Susser                      |
| 2008 | Summer Breaks                | Kara                  | Sean Kruck                          |
| 2015 | The Nightingale and the Rose | The Nightingale (voz) | Del Kathryn Barton Brendan Fletcher |

### Televisión
| Año     | Título       | Rol         | Notas                                                  |
| ------- | ------------ | ----------- | ------------------------------------------------------ |
| 2004-05 | All Saints   | Lily Watson | Dos episodios: «Out on a Limb» y «Sins of the Mothers» |
| 2008    | In Treatment | Sophie      | Rol regular (9 episodios)                              |

### Videojuegos
| Año  | Título                              | Personaje               |
| ---- | ----------------------------------- | ----------------------- |
| 2010 | Alicia en el país de las maravillas | Alicia Kingsleigh (voz) |
| 2015 | Disney Infinity 3.0                 | Alicia Kingsleigh (voz) |

## Premios y nominaciones
| Año  | Asociación                                              | Categoría                                          | Trabajo nominado                    | Resultado |
| ---- | ------------------------------------------------------- | -------------------------------------------------- | ----------------------------------- | --------- |
| 2008 | Instituto de Cine Australiano                           | Actriz joven                                       | Suburban Mayhem                     | Nominada  |
| 2009 | Instituto de Cine Australiano                           | Mejor actriz                                       | In Treatment                        | Nominada  |
| 2009 | South by Southwest                                      | Mejor reparto                                      | That Evening Sun                    | Ganadora  |
| 2010 | Premios Independent Spirit                              | Mejor actriz de reparto                            | That Evening Sun                    | Nominada  |
| 2010 | Instituto de Cine Australiano                           | Mejor actriz                                       | Alicia en el país de las maravillas | Ganadora  |
| 2010 | Teen Choice Awards                                      | Choice Movie: Lucha                                | Alicia en el país de las maravillas | Ganadora  |
| 2010 | Teen Choice Awards                                      | Choice Movie Actriz: Fantasía                      | Alicia en el país de las maravillas | Nominada  |
| 2010 | Teen Choice Awards                                      | Choice Movie: Mujer exitosa                        | Alicia en el país de las maravillas | Nominada  |
| 2010 | Festival de Cine de Hollywood                           | Actriz del año                                     | The Kids Are All Right              | Ganadora  |
| 2010 | Asociación de Críticos de Cine de Boston                | Mejor reparto                                      | The Kids Are All Right              | Nominada  |
| 2010 | Premios Gotham                                          | Mejor reparto                                      | The Kids Are All Right              | Nominada  |
| 2010 | Asociación de Críticos de Cine de Washington D. C.      | Mejor reparto                                      | The Kids Are All Right              | Nominada  |
| 2010 | Asociación de Críticos de Cine de Detroit-Míchigan      | Rendimiento innovador                              | The Kids Are All Right              | Nominada  |
| 2011 | Asociación de la Elección de la Crítica Cinematográfica | Mejor reparto                                      | The Kids Are All Right              | Nominada  |
| 2011 | Sindicato de Actores de Cine                            | Mejor reparto                                      | The Kids Are All Right              | Nominada  |
| 2011 | Premios Empire                                          | Mejor debutante                                    | Alicia en el país de las maravillas | Nominada  |
| 2011 | Premios del Cine Independiente Británico                | Mejor actriz                                       | Jane Eyre                           | Nominada  |
| 2011 | Alianza de Mujeres Periodistas de Cine                  | Diferencia de edad más grande entre dos enamorados | Albert Nobbs                        | Ganadora  |
| 2012 | Instituto de Cine Australiano                           | Mejor actriz                                       | Jane Eyre                           | Nominada  |
| 2013 | Premios del Cine Independiente Británico                | Mejor actriz de reparto                            | The Double                          | Nominada  |
| 2013 | Premios AACTA                                           | Mejor dirección                                    | The Turning                         | Nominada  |
| 2014 | Fangoria Chainsaw Awards                                | Mejor actriz                                       | Stoker                              | Nominada  |
| 2014 | Premios Empire                                          | Mejor actriz de reparto                            | Stoker                              | Nominada  |
| 2014 | Premios Saturn                                          | Mejor actriz                                       | Stoker                              | Nominada  |
| 2014 | Premios Gotham                                          | Mejor actriz                                       | Tracks                              | Nominada  |
| 2014 | Sociedad de Críticos de Cine de San Diego               | Mejor actriz                                       | Tracks                              | Nominada  |
| 2015 | Premios AACTA                                           | Mejor actriz                                       | Tracks                              | Nominada  |
| 2015 | Canadian Screen Awards                                  | Mejor actriz de reparto                            | Maps to the Stars                   | Nominada  |
| 2016 | Fangoria Chainsaw Awards                                | Mejor actriz                                       | La cumbre escarlata                 | Nominada  |
| 2016 | Premios Saturn                                          | Mejor actriz                                       | La cumbre escarlata                 | Nominada  |
| 2019 | Premios AACTA                                           | Mejor actriz                                       | Judy and Punch                      | Nominada  |